# Fellatio

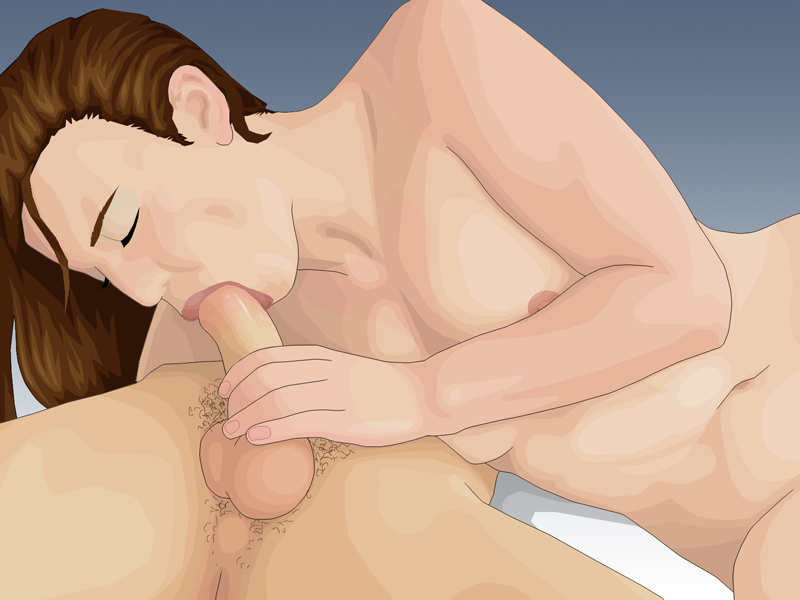
Fellatio.

Fellatio (även avsugning, eller det engelska uttrycket blowjob) är en oralsexaktivitet som involverar en person som stimulerar penis på en annan person genom att använda munnen, halsen eller både och. Oral stimulering av pungen inkluderas i termen fellatio, eller under den närbesläktade termen teabagging. Om fellatio utförs av en själv så benämns det som autofellatio, och när mannen deltar aggressivt i handlingen kan det benämnas irrumatio.
Fellatio kan vara sexuellt upphetsande för båda deltagarna, och kan leda till orgasm för den som blir avsugen. Fellatio kan vara utförd av en sexuell partner som förspel inför andra sexuella aktiviteter, såsom vaginal eller anal penetration.

## Utövande

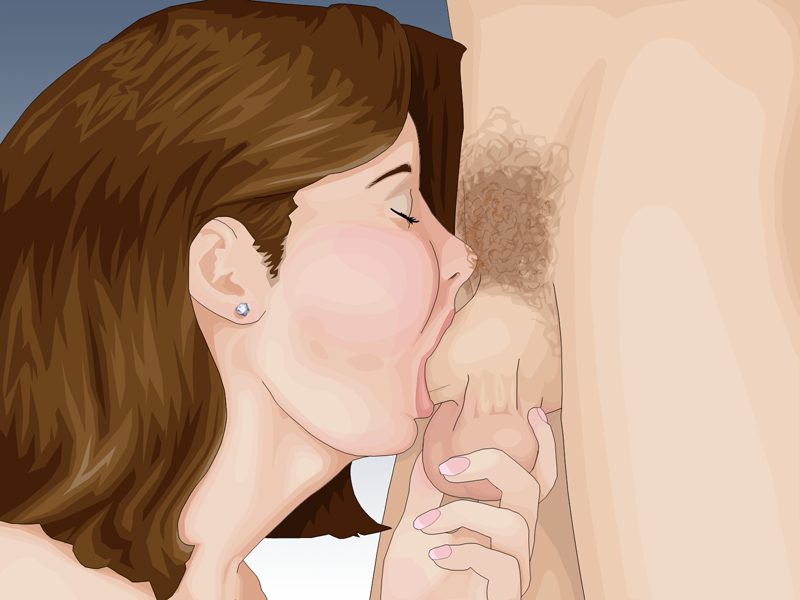
Illustration av en kvinna som utför "deep-throat" på en man.

Fellatio kan vara sexuellt upphetsande för båda deltagarna, och mannen som mottar fellatio får ofta orgasm och ejakulation av sädesvätska under akten. Den huvudsakliga aspekten av fellatio är oral stimulering av penisen genom någon typ av sugning – användandet av tungan eller läppar och rörelse av munnen.
Det är fysiskt möjligt för vissa män som är tillräckligt viga eller har tillräckligt stor penis att utföra autofellatio. Dock är det få män som är tillräckligt viga för att kunna utföra autofellatio.

## Varianter
Det finns en stor mängd olika varianter av fellatio. Några av dessa inkluderar slickande, sugande, hantering av pungen, anilingus, olika riktningar på stimulansen, kyssande, cirkulär bearbetning av ollonet, bearbeta med olika delar av munnen, användandet av fingrar och händer, utnyttjandet av förekomst eller frånvaro av förhud.
69:an är en ställning där två personer samtidigt utför oralsex på varandra, något som kan ge en mer intensiv upplevelse. Alternativt kan ögonkontakt under akten öka kontakten mellan de två.
Ökad mängd saliv kan göra handlingarna mer stimulerande, i likhet med hur glidmedel minskar friktionen i samband med andra sexuella handlingar. Även användning av olika slags såser kan ge ökade upplevelser.

### "Deep-throat" och irrumatio
Deep-throat är en engelsk term som på svenska kan översättas ungefärligen till "långt ner i halsen". Deep-throat är en sexuell akt där en person tar partnerns hela erigerade penis i munnen och halsen. Tekniken och termen blev populär år 1972 genom den pornografiska filmen Långt ner i halsen (ursprunglig engelsk titel: Deep Throat).
När mannen är den aktiva parten och den penetrerar mottagarens mun aggressivt, kan handlingen benämnas irrumatio.
Dessa handlingar underlättas av en ökad kontroll av kräkreflexen. Vissa uppskattar känslan av att bli helt uppfylld i mun och svalg av en penis eller dildo, men det förutsätter att kräkreflexen kan kontrolleras (om syftet inte är kräkning, exempelvis kopplat till emetofili). I samband med deep throat-övningar och annan ihållande stimulering av svalget sker ofta en ymnig utsöndring av en mer trögflytande form av saliv, vilket ger en mer visuell upplevelse på film och kan fungera som glidmedel i samband med intensiv fellatio.
Ens saliv blir också mer trögflytande i samband med andning genom munnen istället för genom näsan, eftersom luften torkar ut saliven. Även vissa halstabletter eller munvatten kan öka mängden saliv. Ett överskott av (trögflytande) saliv kan dock leda till kvävningsrisk, genom att man får ner saliven i andningsapparaten.